# Józef Pietrusiński
Józef Pietrusiński (ur. 29 czerwca 1912 w Brzesku, zm. 28 lipca 1976) – polski działacz polityczny, poseł na Sejm PRL.

## Życiorys
Syn Stanisława. Ukończył Wyższe Studium Handlowe w Krakowie. Działał w PPS, był II sekretarzem Wojewódzkiego Komitetu PPS we Wrocławiu, członkiem Prezydium Miejskiej Rady Narodowej we Wrocławiu. Od 1948 do 1950 pełnił funkcję przewodniczącego Prezydium Wojewódzkiej Rady Narodowej w Szczecinie
. Z ramienia tej partii pełnił także mandat posła na Sejm Ustawodawczy PRL (1947–1952), wybrany z okręgu nr 38 Legnica. Jako dyrektor w Urzędzie Rady Ministrów pełnił funkcję Sekretarza Generalnego Rady Ochrony Pamięci Walk i Męczeństwa od 1960 do 1976. Był członkiem Rady Naczelnej ZBoWiD. Działał w Komitecie Budowy Centrum Zdrowia Dziecka.

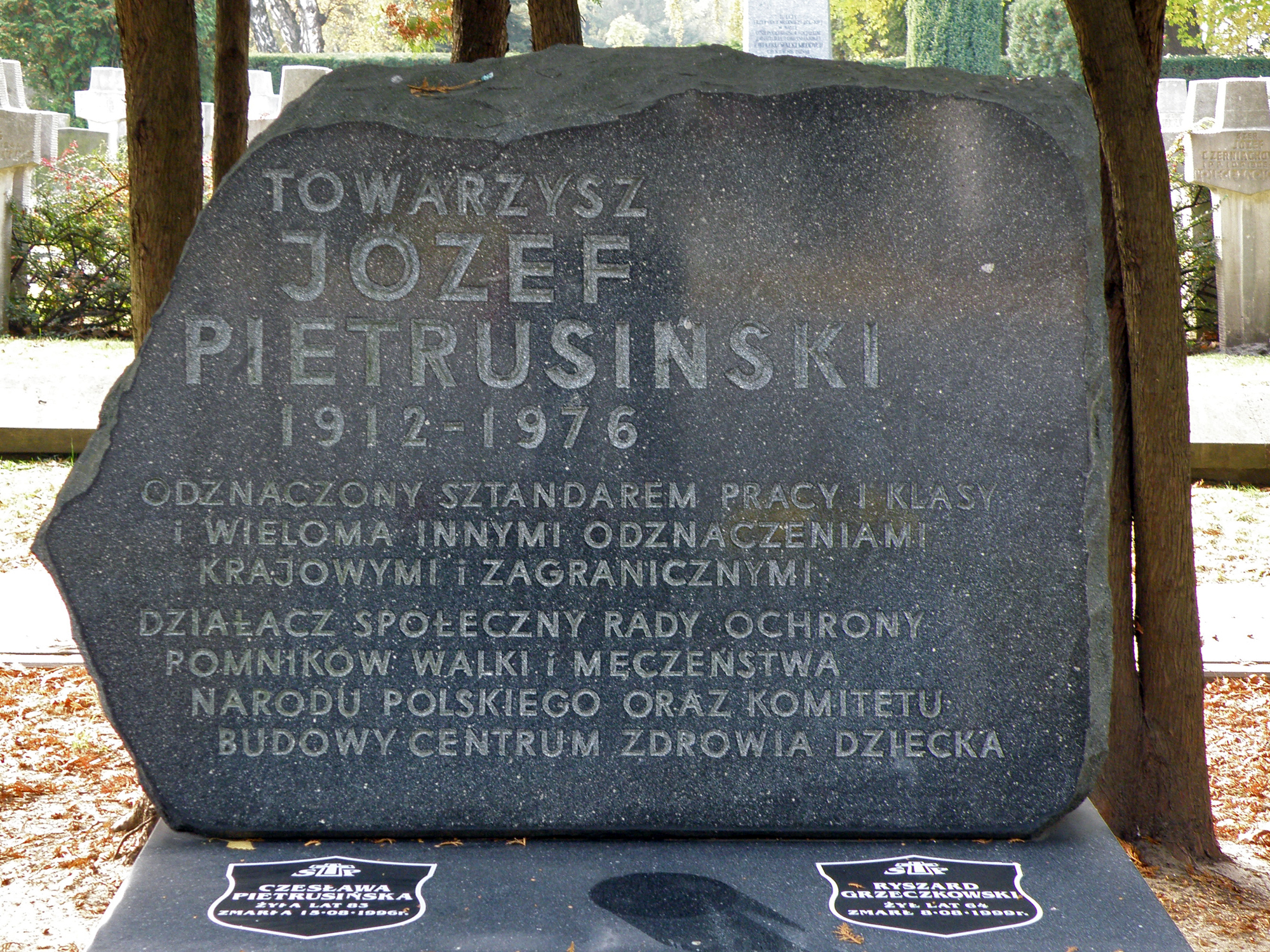
Grób Józefa Pietrusińskiego na cmentarzu Wojskowym na Powązkach.

Został pochowany na cmentarzu Wojskowym na Powązkach w Warszawie (kwatera C4-tuje-4).

## Ordery i odznaczenia
- Order Sztandaru Pracy I klasy
- Order Sztandaru Pracy II klasy (1969)[3]
- Krzyż Kawalerski Orderu Odrodzenia Polski (22 lipca 1952)[4]
- Złoty Krzyż Zasługi (dwukrotnie: 12 listopada 1946[5], 11 lipca 1955[6])
- Medal 10-lecia Polski Ludowej (11 stycznia 1955)[7]